# Dermatopelte yanegai
Dermatopelte yanegai är en stekelart som beskrevs av Burks 2004. Dermatopelte yanegai ingår i släktet Dermatopelte och familjen finglanssteklar. Inga underarter finns listade i Catalogue of Life.